# Тома Кацори
Тома Кацори (на албански: Thoma Kacori) е албански учен, преподавател, преводач и писател на произведения в жанра драма, исторически роман и документалистика.

## Биография и творчество
Тома Кацори е роден през 1922 г. в Щика, Южна Албания, където завършва начално училище, а средно си образование в Ерсека. Записва се в лицея в Корча, но когато по време на италианската окупация през 1940 г. лицея е затворен, заминава за България, където довършва образованието си. Първоначално се записва в италианско училище, а впоследствие завършва административно право в Софийския университет „Свети Климент Охридски“.
След дипломирането си в продължение на година работи като чиновник в община Пазарджик. Продължава образованието си в Софийския университет по френска филология.
През 1958 г. се завръща за първи път в Албания. Там става и член на Съюза на албанските писатели. Работи като съавтор по албанската част на първия Българо-албански речник.
След конкурс през 1962 г. става лектор и после преподавател по албански език и литература в Софийския университет към Катедрата по общо и сравнително езикознание и балканистика. Сред първите му студенти са езиковедите Владимир Георгиев, Моско Москов, Борис Симеонов и Петя Асенова. През 1972 г. пише Учебник по албански език за чужденци, на български и английски език. Участва активно в научната дейност в областта на езикознанието, историята, литературата и културните връзки между Албания и България.
През 1957 г. е издаден сборникът му с разкази „Jetë me brenga“ (Живот с тревоги). За новелата си „Ditë që s’harrohen“ (Дните, които не се забравят) от 1958 г. получава втора награда на литературен конкурс.
В следващите години са публикувани новелата му „Dashuri“ (Любов) и романа в две части „Për mëmëdhenë“ (За родината). Автор е на сборниците с разкази „Tregime të jugut“ (Южни разкази), „Kandili i De Radës“ (Кандилото на Де Рада), „Tregime të moçme“ (Стари разкази), и на сборника с басни „100 fabulla“ (100 басни). Автор е на романите „Bijtë e Shtrëngatës“ (Синовете на бурята) и „Kryetrimi i Arbërisë Skënderbeu“ (Най-големият герой на Арбърия Скендербег). На български език издава романа си „Великата беса“ и сборника „Поколения“.
Творческото му наследство е разнообразно по жанрови форми – стихове, разкази, новели, романи. Произведенията му са издавани на албански от издателства в Тирана, Прищина, Скопие и Тетово. В тях, и най-вече в историческите си романи, показва задълбочено познаване на действителните събития и личности, описва бита и нравите на албанския народ, съхранява националните символи и възражда образа на националния герой, Скендербег.
Прави преводи на албанска и българска художествена литература. Превел от албански два романа на Димитър Шутеричи и два романа на Стерьо Спасе.
В сферата на научната му дейност забележителен е сборникът му „Ndriçime“ (Светлини), в който събира изследвания върху различни проблеми от езикознанието, етимологията, историята, литературата и културната дейност и връзки между албанската колония в София и редица видни албански писатели.
За цялостната си дейност и за изключителен принос в развитието на албанологията е награден ордена „Наим Фрашери“ първа степен от Албанската Академия на науките и с ордена „Чест на нацията“.
Тома Кацори умира през 2008 г. в София. Със съдействието на съпругата му литературния му архив и лична библиотека са дарени през 2014 г. на Библиотеката на университета в Корча.

## Произведения
- Jetë me brenga (1957) – разкази
- Ditë që s’harrohen (1958) – новела
- Dashuri (1960) – новела
- Великата беса – роман, изд.: „Народна култура“, София (1960)
- Поколения – разкази, изд.: „Български писател“, София (1962)
- Për mëmëdhenë (1970) – роман
- Bijtë e Shtrëngatës (1989) – роман
- Fabula (1990)
- Kryetrimi i Arbërisë Skënderbeu () – роман
- Tregime të jugut () – разкази
- Kandili i De Radës (1996) – разкази
- 100 fabulla (1996) – басни
- Албания (1998) – с Боби Бобев
- Tregime të moçme” (2005) – разкази